# Zamęcie (gmina Borne Sulinowo)
Zamęcie – osada w Polsce położona w województwie zachodniopomorskim, w powiecie szczecineckim, w gminie Borne Sulinowo. Miejscowość wchodzi w skład sołectwa Juchowo.